# باکیخانوف
باکیخانوف (به ترکی آذربایجانی: Bakıxanov) شهری است در نزدیکی باکو که عمدتاً جزو حومه شهر باکو محسوب می گردد. این شهر ۷۱۸۳۶ نفر جمعیت دارد.